# Saualpe
Saualpe är en bergskedja i Österrike.   Den ligger i förbundslandet Kärnten, i den sydöstra delen av landet, 200 km sydväst om huvudstaden Wien.
Saualpe sträcker sig 14,3 km i nord-sydlig riktning. Den högsta toppen är Ladinger Spitze, 2 081 meter över havet.
Topografiskt ingår följande toppar i Saualpe:
- Forstalpe
- Geierkogel
- Gertrusk
- Kienberg
- Kleiner Sauofen
- Ladinger Spitze
- Speikkogel

I omgivningarna runt Saualpe växer i huvudsak blandskog. Runt Saualpe är det ganska tätbefolkat, med 56 invånare per kvadratkilometer.